# Ауффенберг, Йозеф фон
Йозеф фон Ауффенберг (нем. Joseph von Auffenberg; 25 августа 1798, Фрайбург-им-Брайсгау — 25 декабря 1857, Фрайбург-им-Брайсгау) — немецкий драматург и писатель.

## Биография
С 1813 г. изучал право во Фрайбургском университете, затем поступил на австрийскую военную службу и в лейтенантском чине участвовал в Битве при Ватерлоо. Позднее служил в баденской гвардии в Карлсруэ, затем в 1822 г. вошёл в состав придворного управления театров, позже возглавил его. После роспуска управления в 1832 году отправился в путешествие по Испании, где попал в руки разбойников и был доставлен в монастырскую больницу в Валенсии с 23 ранами, однако выздоровел и вернулся к баденскому герцогскому двору, при котором в 1839—1849 гг. занимал пост гофмаршала. Был отправлен в отставку, по преданию, после того, как герцог Леопольд заметил, что во время дворцовой трапезы Ауффенберг передразнил его движения. Последние годы жизни провёл во Фрайбурге, завещал значительную сумму денег валенсийскому монастырю, в котором его вылечили.
Ауффенберг дебютировал в театре драмой «Писарро» (Бамберг, 1823), за которой последовали «Спартанцы», «Флибустьеры», «Колиньи», «Король Эрик» и другие пьесы на исторические сюжеты. В России пользовалась популярностью драма Ауффенберга «Заколдованный дом», поставленная в 1836 году в переводе Платона Ободовского и сочувственно оцененная, например, Фёдором Кони; в главной роли короля Людовика XI выступали Василий Каратыгин и Павел Мочалов. Драма «Казанское северное сияние» (нем. Das Nordlicht von Kazan) на сюжет о восстании Емельяна Пугачёва легла в дальнейшем в основу оперы Карла Пфеффера. Кроме того, Ауффенбергу принадлежит роман в диалогах «Альгамбра» (1829—1830, в 3 томах), роман «Толедская фурия» (нем. Die Furie von Toledo; 1832), описание своего испанского путешествия под названием «Юмористическое паломничество в Гранаду и Кордову» (нем. Humoristische Pilgerfahrt nach Granada und Cordoba; 1835) и др. Собрание сочинений Ауффенберга вышло в 20 томах в Висбадене (1843—1845) и при жизни автора было дважды переиздано.
Согласно Энциклопедии Брокгауза и Ефрона, «в своих произведениях Ауффенберг является романтиком, но в пьесах его, которые большей частью отличаются удачным выбором сюжетов, больше декламации, чем драматизма».